# 南美鸊鷉屬
南美鸊鷉屬（学名：Rollandia）为鸊鷉科的一个屬，分布于南美洲
。

## 物种
此屬下含两个种：
- 白簇鸊鷉，Rollandia rolland
- 短翅鸊鷉，Rollandia microptera